# Naviland Cargo
Pour les articles homonymes, voir CNC.
Naviland Cargo, anciennement Compagnie nouvelle de conteneurs (CNC), est un opérateur français de transport combiné faisant partie de Rail Logistics Europe, le pôle fret et logistique ferroviaire de la Société nationale des chemins de fer français (SNCF).
Naviland Cargo est une filiale de Transport et Logistique Partenaires, elle-même filiale de SNCF Participations.

## Histoire
La Compagnie nouvelle de cadres (CNC) est créée à le 25 octobre 1948 à la suite d’un accord conclu entre la SNCF, la Société Parisienne de Groupage et Transports, l’entreprise Mutte de Grenoble et la Compagnie d’Exploitation des Conteneurs de Lyon. Le capital de la CNC est réparti à parts égales entre les groupeurs et la SNCF. Son siège social est basé à Lyon.
La CNC connaît une croissance rapide, elle compte 12 agences en 1950 puis 38 dès 1955. En 1964, 980 000 conteneurs sont acheminés dans toute la France. Entre 1966 et 1976, la SNCF équipe les gares marchandises de portiques pour la manutention des conteneurs ISO.
En 1969, la participation de la SNCF et de ses filiales dans la CNC atteint 67%. Le siège social de l’entreprise quitte Lyon et s’installe à Paris en 1970.

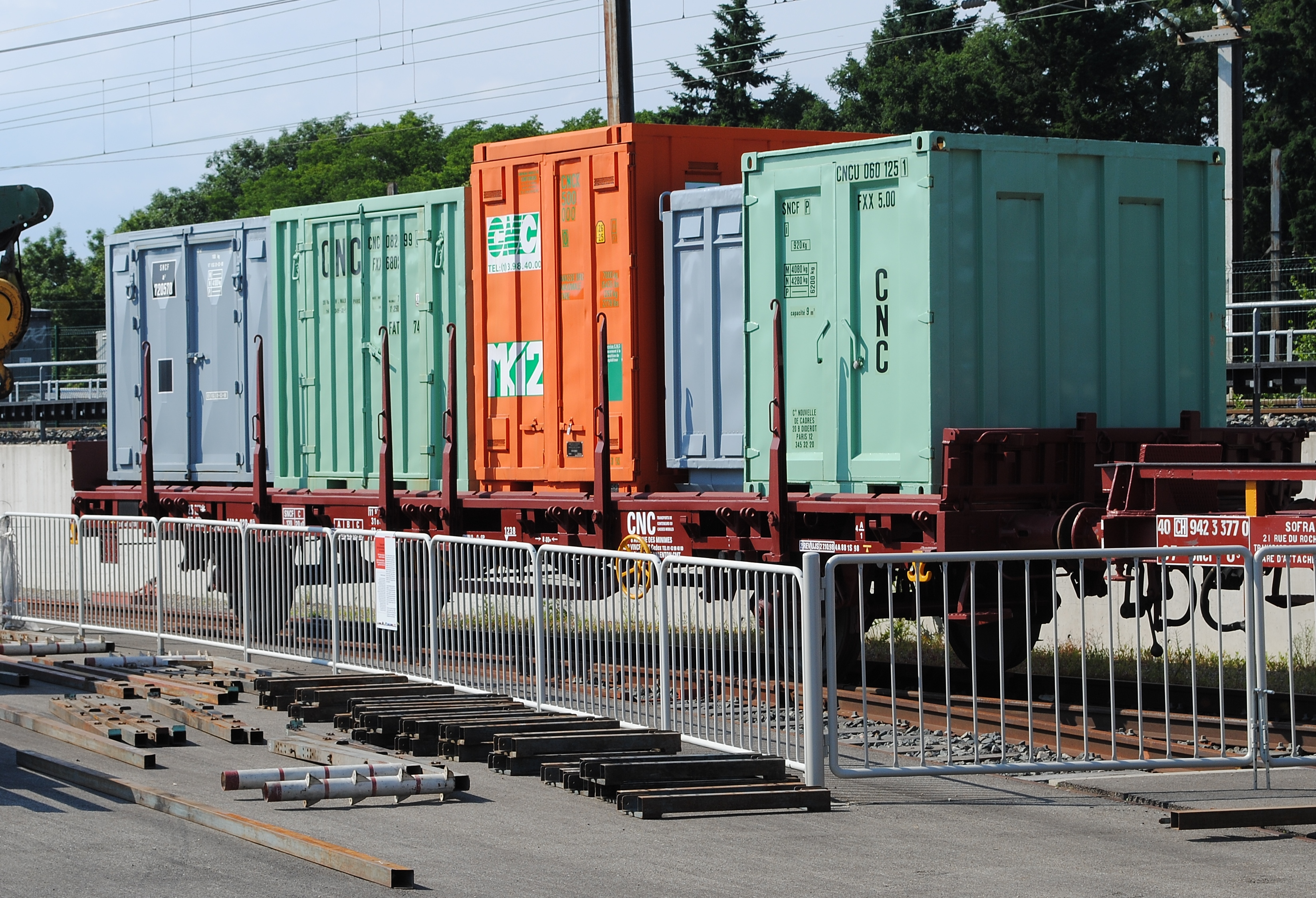
Wagon avec différents types de conteneurs de la CNC.

En 1971, la SNCF confie la gestion et l’entretien de l’intégralité de son parc de moyens et grands conteneurs à la CNC. L’intégralité du parc conteneurs de la SNCF est revendu à la CNC en 1973.
La CNC devient gestionnaire des terminaux de transport combiné à partir de 1976.
Le 1er janvier 1979, elle devient la Compagnie nouvelle de conteneurs tout en conservant le sigle CNC. La participation de la SNCF passe à 70%.

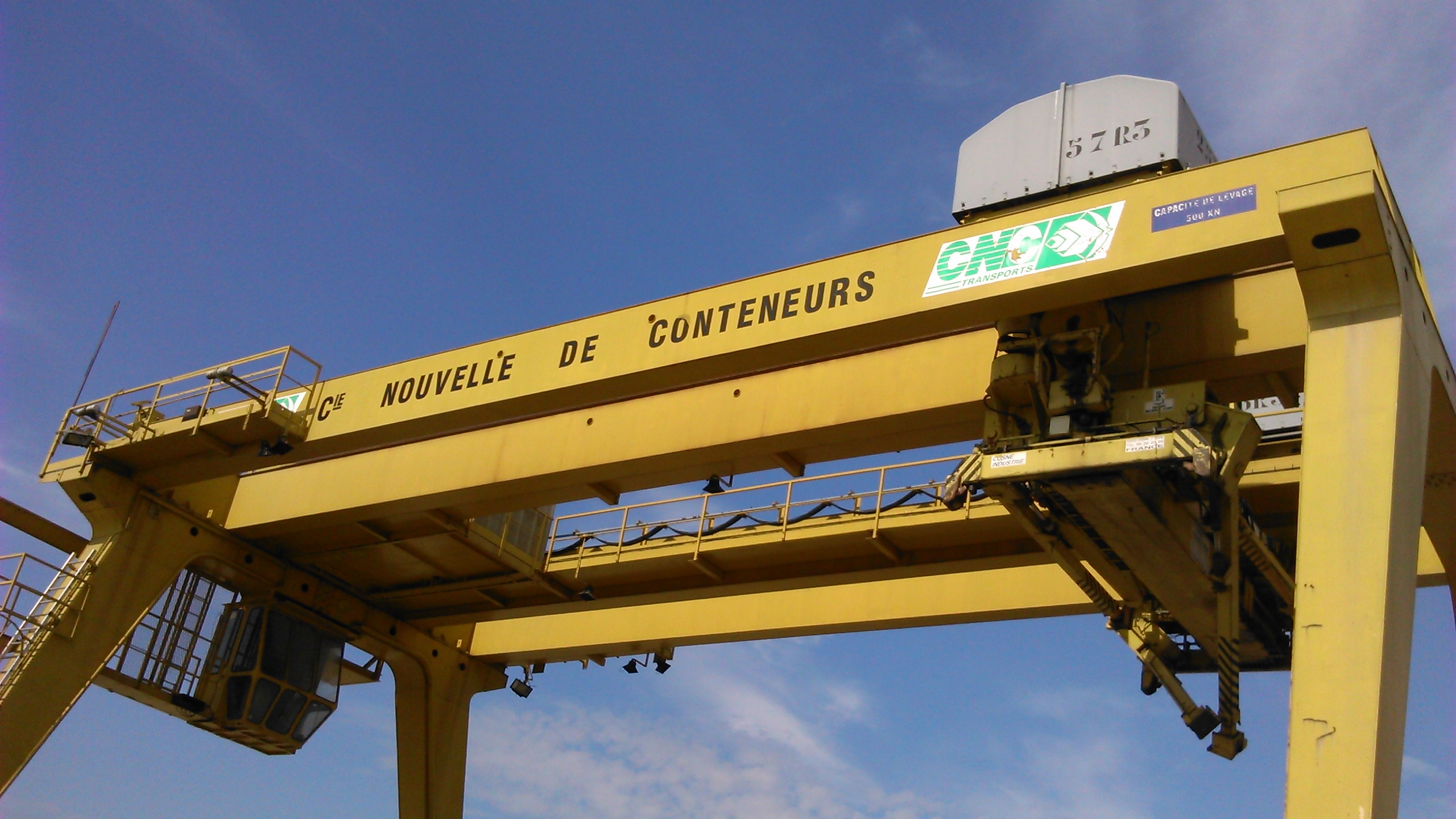
Ancien portique CNC en gare de Strasbourg-Cronenbourg.

Une nouvelle organisation des acheminements est mise en place en 1992. L’ouverture d’un hub appelé « point nodal Ile-de-France » permet de relier les différents chantiers de transport combiné entre eux en 24h. Le département « Naviland European Services » est créé pour gérer le trafic maritime en provenance des ports.
Le siège de la CNC s’installe à Vincennes en 1994. La même année, l’entreprise — filiale à 79% de la SNCF — a réalisé un chiffre d’affaires de 1,26 milliard de francs pour un bénéfice de 4 millions de francs, dispose d’un parc de 5 500 wagons et a acheminé 670 000 EVP. Depuis 1990, les effectifs sont cependant passés de 1 030 à 890 salariés et plusieurs terminaux ont été fermés.
L’entreprise annonce une perte de 12,2 millions d'euros pour l'année 1998. 34 % du chiffre d'affaires de la CNC (247,5 millions d'euros) provient des services maritimes. En 1999, la CNC comptait 890 salariés, un plan social engagé le 1er avril 1999 ramène ce chiffre à 800.
Après avoir perdu 16 millions d'euros au premier semestre 2005, l'entreprise se recentre sur le transport maritime combiné et devient Naviland Cargo (NC). Les effectifs passent de 570 à 181 salariés tandis que le point nodal d'Ile-de-France à Villeneuve-Saint-Georges est fermé. À partir du 15 juin 2005, le point nodal d'Ile-de-France est remplacé par des trains directs concentrés sur la desserte des ports maritimes. Fin 2005, le plan de transport de Naviland Cargo ne comporte plus que 6 lignes,.
En novembre 2016, Naviland Cargo obtient son certificat de sécurité de la part de l'Établissement public de sécurité ferroviaire et devient ainsi une entreprise ferroviaire à part entière.

## Activités
Naviland Cargo exerce les métiers d’opérateur et de commissionnaire de transport. Elle opère sa propre traction ferroviaire.
L’entreprise compte 380 salariés, dessert 18 terminaux en Europe et a réalisé un chiffre d’affaires de 90 millions d’euros en 2019.
La présidente de Naviland Cargo, Benedicte Colin, est également présidente de VIIA, l’opérateur d’autoroutes ferroviaires de Rail Logistics Europe.

## Liste des terminaux de Naviland Cargo
- Bordeaux-Hourcade ;
- Clermont-Ferrand ;
- Dijon-Gevrey ;
- Lyon-Vénissieux ;
- Paris-Valenton ;
- Saint-Pierre-des-Corps ;
- Toulouse-Saint-Jory.

Ces terminaux sont directement exploités par Naviland Cargo. L’entreprise opère également sur des terminaux et sites portuaires partenaires notamment à Anvers, Chavornay, Fos-sur-Mer, Le Havre, Rennes, Strasbourg.
Anciens terminaux : (liste à compléter)
- Amiens ;
- Champigneulles[11]  (désormais géré par la CCI Meurthe-et-Moselle) ;
- Cognac ;
- Dijon-Porte-Neuve ;
- Gerzat (désormais géré par Prestalog) ;
- Lille-Saint-Sauveur
- Marseille-Canet ;
- Metz ;
- Mulhouse-Nord ;
- Nancy-Saint-Georges ;
- Rennes (désormais géré par Rennes Terminal) ;
- Strasbourg-Cronenbourg ;
- Vesoul[12].